# Anita Olejek
Anita Justyna Olejek (ur. 26 września 1960) – polska lekarka, profesor nauk medycznych, specjalistka położnictwa i ginekologii, endokrynologii i ginekologii onkologicznej. Od 1999 pełni funkcję kierownik Katedry i Oddziału Klinicznego Ginekologii, Położnictwa i Ginekologii Onkologicznej w Bytomiu,  od 2004 wojewódzka konsultant ds. położnictwa i ginekologii na teren województwa śląskiego.

## Życiorys
Absolwentka I Liceum Ogólnokształcącego im. Mikołaja Kopernika w Będzinie. W 1985 ukończyła studia medyczne na Śląskiej Akademii Medycznej w Katowicach. W 1989 uzyskała I stopień, a w 1992 II stopień specjalizacji z zakresu położnictwa i ginekologii. W 1998 pod opieką Barbary Jarząb uzyskała specjalizację II stopnia z zakresu endokrynologii, a w 2005 z ginekologii onkologicznej. 
W 1994 doktoryzowała się tamże, przedstawiwszy napisaną pod kierunkiem Jacka Rzempołucha dysertacji Stężenie hormonów tarczycy, tyrotropiny, prolaktyny i estradiolu u kobiet poddanych operacjom ginekologicznym. Habilitację w specjalności ginekologia i położnictwo uzyskała w 2001 na tej samej uczelni na podstawie dorobku naukowego i dzieła Optymalizacja leczenia operacyjnego raka sromu. W 2010 otrzymała tytuł profesora nauk medycznych.
Specjalizuje się w położnictwie i ginekologii, ginekologii onkologicznej, endokrynologii, endokrynologii ginekologicznej i rozrodczości.
Pracownik naukowo-dydaktyczny Śląskiego Uniwersytetu Medycznego w Katowicach. Po nagłej śmierci prof. Jacka Rzempołucha w 1999 objęła funkcję kierownika Katedry i Oddziału Klinicznego Ginekologii, Położnictwa i Ginekologii Onkologicznej ŚUM, działającej w ramach Szpitala Specjalistycznego nr 2 w Bytomiu. W 2004 zainicjowała w Bytomiu pierwsze w Europie operacje wewnątrzmaciczne płodów z przepukliną oponowo-rdzeniową. W 2005 utworzyła Poradnię Leczenia Schorzeń Sromu. W 2004 została konsultantką wojewódzką ds. położnictwa i ginekologii w województwie śląskim.
Członkini Polskiego Towarzystwa Ginekologicznego, m.in. sekretarz Zarządu PTG (2001–2003), prezeska Oddziału Śląskiego (od 2022). Członkini Komisji Bioetycznej Okręgowej Rady Lekarskiej w Katowicach.
Doktorat pod jej kierunkiem uzyskała m.in. Iwona Gabriel.

## Odznaczenia i wyróżnienia
- 2004 – Medal Komisji Edukacji Narodowej[3]
- 2004 – Srebrny Krzyż Zasługi „za wzorowe, wyjątkowo sumienne wykonywanie obowiązków wynikających z pracy zawodowej”[8]
- 2017 – Złoty Krzyż Zasługi „za zasługi w działalności na rzecz rozwoju medycyny i ochrony zdrowia”[9]
- 2018 – honorowe obywatelstwo Bytomia[10]
- 2018 – Złoty Laur Kompetencji i Umiejętności przyznany przez Regionalna Izbę Gospodarczą w Katowicach[3]
- Krzyż Honorowy PRO Syria za pomoc dla ofiar prześladowań w Syrii[11]